# Ashfield (Nuovo Galles del Sud)
Ashfield è un sobborgo di Sydney, nello Stato del Nuovo Galles del Sud, Australia. È situato a circa 9 chilometri a sud-ovest della city di Sydney, ed è il centro amministrativo della Local Government Area della Municipalità di Ashfield.
Confina a nord coi sobborghi di Haberfield, Five Dock e Croydon, ad ovest con il sobborgo di Croydon Park, a sud con i sobborghi di Ashbury e Hurlstone Park e ad est con il sobborgo di Summer Hill.

## Storia

### Aborigeni
Prima dell'arrivo degli europei, l'area adesso conosciuta come Ashfield era popolata dalla tribù aborigena degli Wagal. Nell'area erano presenti boschi di eucalipto e alberi di malaleuca. L'arrivo della First Fleet, nel 1788, ha avuto degli effetti devastanti per la popolazione locale, principalmente a causa del virus del vaiolo, al quale la popolazione aborigena aveva una scarsa resistenza.

### Primi insediamenti britannici
Alla fine del XVIII secolo è stata tracciata una strada che univa i due insediamenti coloniali di Sydney e Paramatta, e lungo questa importante via di comunicazione sorse Ashfield.
Nel 1793 venne dato in concessione un vasto terreno al reverendo Richard Johnson: dal 1820 l'area fu divisa in due parti; un'area posta a sud dell'attuale Liverpool road venne ceduta alla Canteburry Estate e un'altra parte situata tra le attuali Liverpool road e Paramatta road fu ceduta alla Ashfield Park Estate. Alla Ashfield Park Estate venne dato tale nome dal proprietario Robert Campbell.

### Aumento della popolazione
Nel 1938, Elizabeth Underwood, in quel periodo proprietaria di Ashfield Park, suddivise l'area in vari appezzamenti e in uno di questi sorse il villaggio di Ashfield, tra le attuali Liverpool Road e Alt Street. Nel 1841 fu eretta la chiesa anglicana di St. John the Baptist, l'edificio più antico tuttora esistente ad Ashfield. Nel 1855 il villaggio era costituito da circa 70 abitazioni e 200 residenti. L'apertura della linea ferrata Sydney-Paramatta, con ad Ashfield una delle sei stazioni originali causò un forte e repentino aumento della popolazione, che in meno di 50 anni salì fino a 11 000 unità, nel 1890.

In quel periodo, Ashfield era vista come un luogo di gran lunga più vivibile alla city divenuta affollata e pestilente. Nella seconda parte del XIX secolo furono costruite molte abitazioni in stile vittoriano, ma già nella prima metà del XX secolo gran parte dei residenti benestanti si trasferirono nella costa nord di Sydney. Molte delle grandi ville vennero abbattute intorno agli anni trenta e rimpiazzate con condomini e villette bifamiliari.

## Società

### Evoluzione demografica
Secondo il censimento del 2006, Ashfield ha una popolazione di 21 260 persone in un'area di 3,50 km². 
L'età media è di 35 anni, leggermente inferiore a quella nazionale che è di 37 anni. Il reddito medio di 478 dollari australiani a settimana (circa 290 euro) è leggermente superiore alla media nazionale, ma inferiore alla media dell'area metropolitana di Sydney.
Solo il 40% della popolazione è nata in Australia, il 14,5% è nata in Cina e il 5,2% in India. Un quinto della popolazione parla come prima lingua il cinese il 13,7% il cinese e il 6% il cantonese. Tra i cinesi d'Australia, Ashfield è talvolta chiamata la "Little Shanghai" a causa dell'alto numero di persone provenienti da tale città.

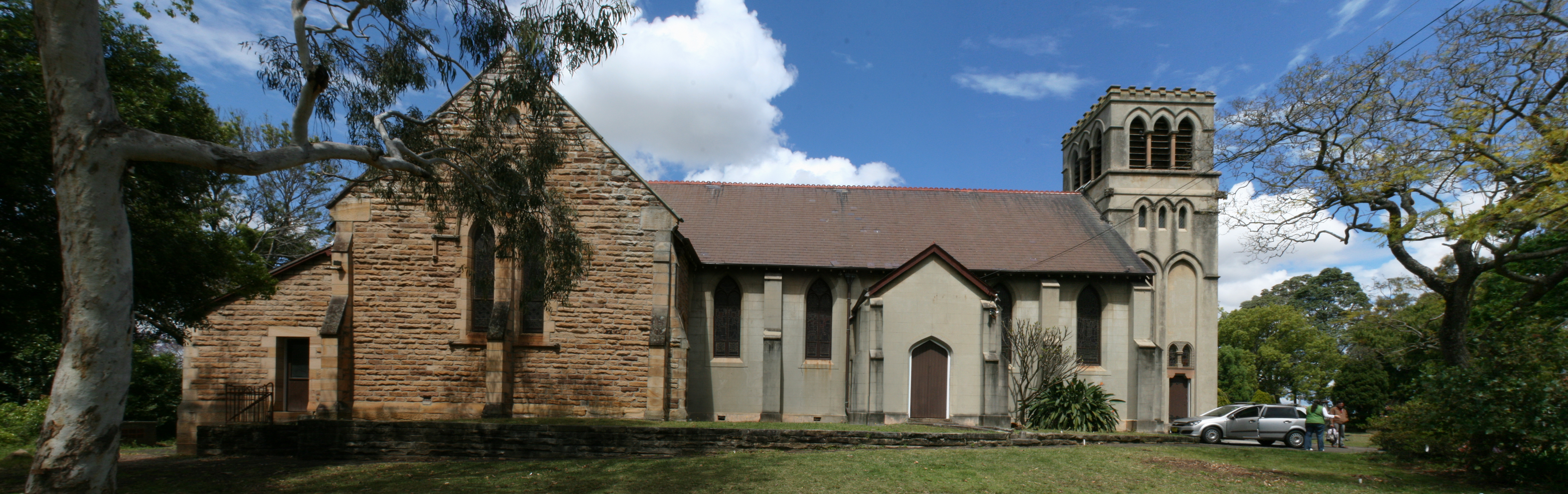
La chiesa anglicana di St. John the Baptist.

La religione praticata più diffusamente è il cattolicesimo con il 29% seguita da quella anglicana con il 7%, e le religioni hindu e buddista con circa il 6% ciascuna. Il 23% della popolazione dichiara di non professare alcuna religione.

## Eventi
L'evento principale ad Ashfield è il "Carnival of Cultures" che ha luogo ogni anno dal 1996 nell'Ashfield Park
.

## Sport
Nel 1888 ad Ashfield ebbe luogo la prima gara ciclistica femminile della storia. La gara fu vinta da Dorothy Morrell.